# ぼうぜの姿寿司

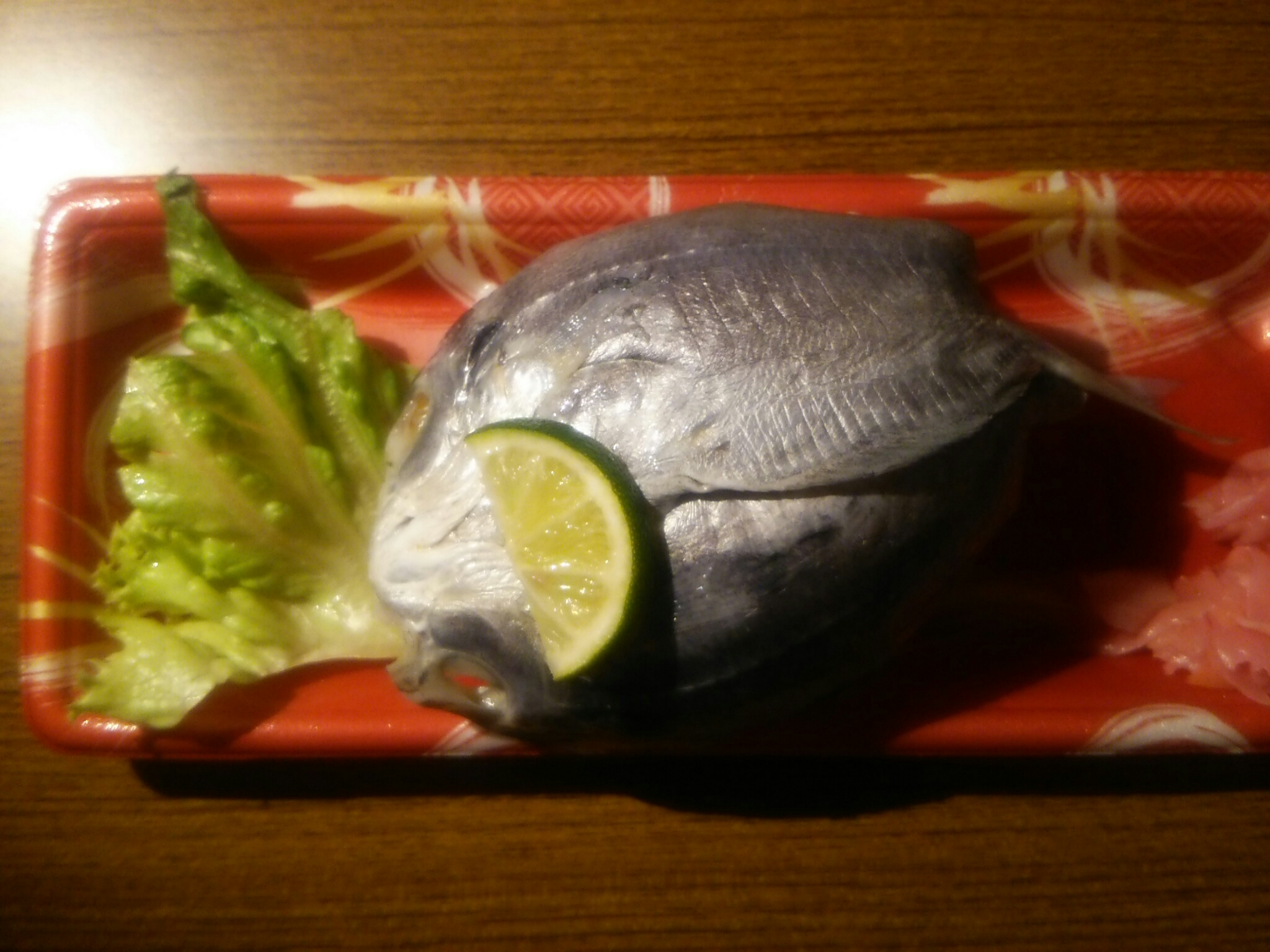
ぼうぜの姿寿司の例

ぼうぜの姿寿司（ぼうぜのすがたずし）は、イボダイを使った寿司の一種で、徳島県北部に伝わる郷土料理である。農山漁村の郷土料理百選、とくしま市民遺産に選定。

## 概要
「ぼうぜ」とは徳島弁でイボダイ（関東でエボダイ、関西でウオゼ、九州でシズとも呼ばれるイボダイ科の魚）のことで、9月から10月にかけて漁獲期を迎える。
ぼうぜの姿寿司は、イボダイを頭のついた丸のままで背開きにし、酢で締めて、寿司飯を詰めて押し寿司にした料理である。酢で締めたイボダイは柔らかくなっており、頭から丸ごと食べられる。徳島県特産のすだちが、寿司の上に添えられたり、イボダイを締める酢やすし酢に加えられることも多い。
徳島県では、ぼうぜの姿寿司を家庭で作り、秋祭りに食べる風習がある。また、寿司屋はもちろん、駅の売店やスーパーマーケットでも売られている一般的な料理である。
徳島県では、イボダイに限らず、マアジ、アユ等、種々の魚の姿寿司がよく食べられるが、いずれも背開きにする特徴がある。